# Imperij Kanem-Bornu
Kanem–Bornu (arabsko: إمبرابورية كانيم - برنو) je bilo afriško trgovinsko cesarstvo, ki mu je vladala dinastija Sef iz 9. stoletja do 19. stoletja okoli jezera Čad.
Ozemlje tega cesarstva ni bilo vedno enako, v glavnem je obsegalo današnji južni Čad, severni Kamerun, severovzhodno Nigerijo, vzhodni Niger in južno Libijo.

## Zgodovina
Kanem-Bornu je bil verjetno ustanovljen sredi 9. stoletja, njegovo prva prestolnica pa je bilo v Njimi, ki se je nahajala severovzhodno od jezera Čad.
Ob koncu 11. stoletja je njihov takratni kralj (mai) Umme (kasneje znan kot Ibn Abd al-Jalil) sprejel islam in od takrat naprej je Kanem-Bornu islamska država. Zaradi svoje lege je služila kot osrednja točka za trgovino med Severno Afriko, dolino Nila in Čadom ter koncema podsaharske Afrike.
Ob koncu 14. stoletja je pleme Bilala prisililo dinastijo Sef, da je zapustila prestolnico Njimi, nato so se preselili v Ngazargama (v današnji Nigeriji), zahodno od Čadskega jezera. Tam so ostali tudi potem, ko so na začetku 16. stoletja ponovno zasedli Njimi. stoletje.
Kanem-Bornu (kasneje preprosto imenovan Bornu) je doživel svojo zlato dobo v 16. stoletju, ko so mu vladali sposobni vladarji; Muḥamed Dunama, Abd Alah in zlasti Idris Alaoma (vladal okoli 1571-1603).
Na začetku 19. stoletjea se je nigerijsko pleme Fulani začelo upirati vladarjem Kanem-Bornuja, češ da nimajo pravice vladati regijam zahodno od Čadskega jezera, kjer živijo Hausa ljudje. Nekje okoli leta 1808 so izgnal takratnega vladarja (mai) - Ahmada iz njegove prestolnice Ngazargamu. Ahmadu jih je uspelo pregnati s pomočjo vodje plemena Kanenbu - Muhameda al-Kanamija, ki je od takrat naprej iz sence vladal imperiju, ki ni imel več nekdanje moči. Dinastija Sef je izumrla leta 1846.